# Hendrick Dubbels
Hendrick Jacobsz Dubbels (Amsterdam, 1620 o 1621 – Amsterdam, 1676) è stato un pittore olandese.

## Biografia

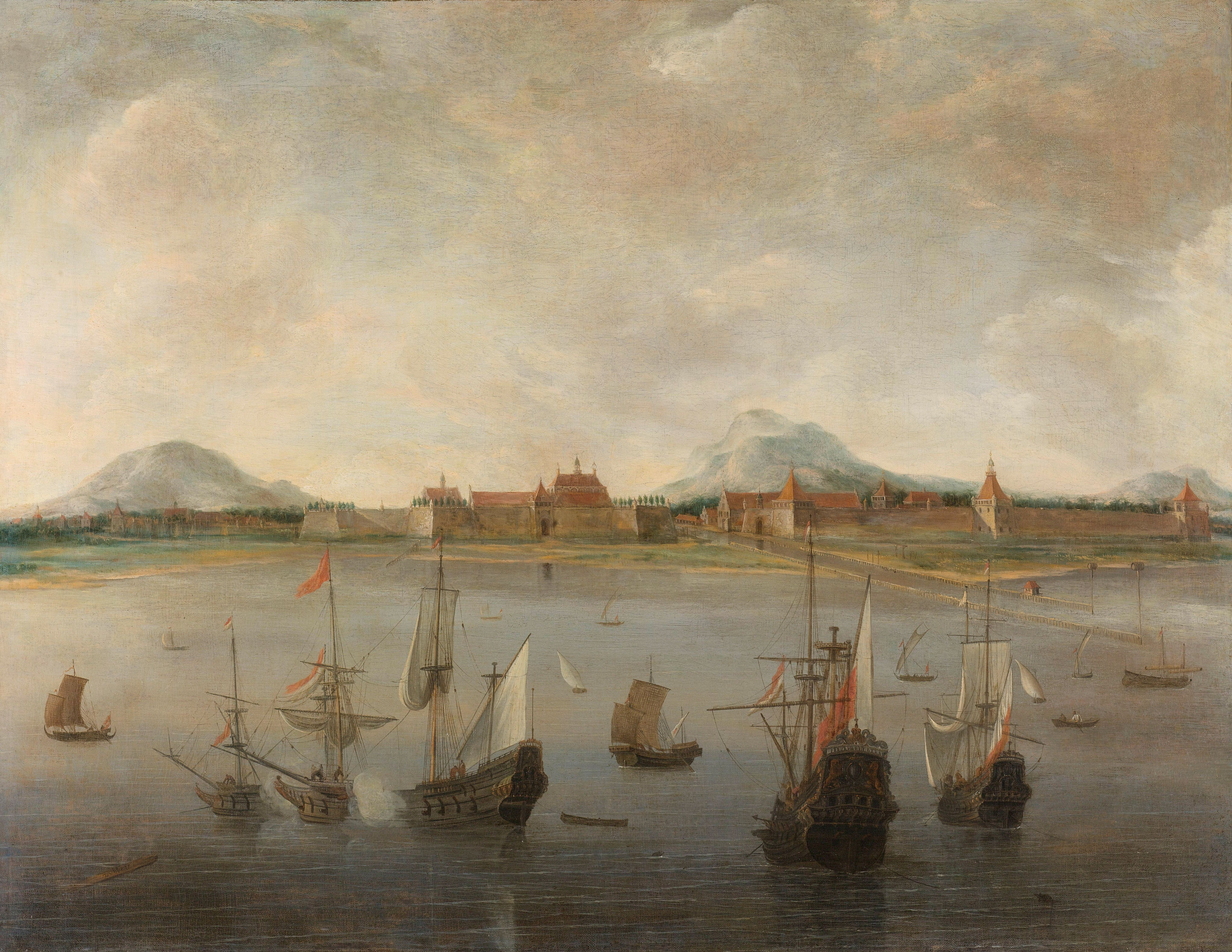
Vista di Batavia, Rijksmuseum Amsterdam

Pittore di marine, visse soprattutto ad Amsterdam, dove fu decano della Gilda di San Luca nel 1650. Le sue opere si accostano stilisticamente a quelle di Willem van de Velde il Giovane, di Jan van de Cappelle e soprattutto di Simon di Vlieger: Marina del Musée des Beaux-Arts di Bordeaux è un buon esempio del suo stile.
Fu maestro di Ludolf Bakhuizen.

### Opere
- Marina, Musée des Beaux-Arts, Bordeaux
- Marina, Gemäldegalerie Alte Meister, Dresda
- Marina con veduta della costa di Texel , circa 1653-1655, Galleria Palatina, Firenze
- Dune sulla riva del mare, Louvre, Parigi
- Vista di Batavia, Rijksmuseum Amsterdam
- Porto al tramonto, Rotterdam
- Uno yacht olandese e altre imbarcazioni nella bonaccia vicino alla riva, National Gallery (Londra), Londra
- Flotta dell'ammiraglio Van Wassenaar-Obdam, Rijksmuseum Amsterdam